# Tralci d'una terra forte
Tralci d'una terra forte è un film del 1969 scritto e diretto da Giuseppe Rolando, basato sulla vita di santa Maria Domenica Mazzarello, fondatrice delle Figlie di Maria Ausiliatrice.

## Trama
Nel comune agricolo di Mornese, la giovane Maria Mazzarello, detta "Maìn", dopo essere guarita dal tifo che aveva contratto per aver assistito i malati durante un'epidemia, si rende conto che il suo organismo è diventato debole e non più adatto ai lavori di campagna; impara perciò il mestiere della sarta e coinvolge le sue amiche ad aprire un laboratorio di sartoria, che si trasforma via via, grazie all'aiuto di Don Bosco, in un istituto religioso per l'educazione delle ragazze povere.

## Produzione
Benché il soggetto e la sceneggiatura siano accreditati al solo Giuseppe Rolando, il film fu ideato da suor Maria Pia Giudici (1922-2020) su impulso di suor Caterina Pesci e in collaborazione con quest'ultima, affinché in vista del centenario della nascita delle Figlie di Maria Ausiliatrice fosse prodotto nel 1969 un lungometraggio dedicato alla fondatrice della congregazione, «un film che racconti nel moderno linguaggio delle immagini una storia ancora attuale», mostrando «una Maria Mazzarello "vera" [...] anzittutto autenticamente donna».

## Distribuzione
Il film è stato anche trasmesso il 31 marzo 1972 sulla Televisión Española con il titolo Sarmiento de una tierra fuerte con doppiaggio spagnolo effettuato presso gli studi Arcofón-Vallehermoso di Madrid.
Un'edizione italiana in VHS è stata distribuita da Elledici nel 1990.

## Critica
(Ana María Fernández, 2006)
(Nicola D'Amico, 2016)

## Remake
Nel 2012 la sceneggiatura di un secondo film dedicato a Maria Mazzarello, Maìn - La casa della felicità, è stata affidata a suor Caterina Cangià, che ha dichiarato: «Il capolavoro di Sr Maria Pia Giudici: Tralci di una terra forte è stata ed è tuttora un’opera di notevole spessore contenutistico e stilistico e doverne preparare un’altra di altrettanto spessore, anche se con un linguaggio più rispondente all’oggi è, per me, una "prova"».